# بوروري
بوروري هي مدينة تقع في جنوب بوروندي. وهي عاصمة مقاطعة بوروري وتضم حوالي 20.000 نسمة في تعداد عام 2007.

## التاريخ
في 29 نيسان / أبريل 1972، وقعت مذبحة هنا. قام رجال الدرك الهوتو المحليون في بورورى بطرد السيطرة العسكرية والمدنية لنظام ميكومبيرو العسكرى التوتسي. وأُعلنت جمهورية، وبعد أسبوع قمعتها القوات البوروندية. وقد أشير إلى الانتقام الحكومي اللاحق ضد الهوتو على أنه «إبادة جماعية جزئية».